# Грязев, Николай Андреевич
Николай Андреевич Грязев (19 декабря 1926 года, село Фёдоровка, Тульская губерния) — передовик производства, слесарь завода «Электроника». Герой Социалистического Труда (1971). Почётный радист СССР. Заслуженный рационализатор РСФСР (1981).

## Биография
Родился в крестьянской семье в селе Фёдоровка Тёпло-Огарёвского уезда Тульской губернии (сегодня — Тёпло-Огарёвский район Тульской области).
Окончил ремонтное училище в городе Тула. С 1960 года работал слесарем на заводе «Электроника» в городе Воронеж. Проработал на этом предприятии до 1995 года. За высокие достижения в трудовой деятельности при выполнении пятилетки был удостоен в 1971 году звания Героя Социалистического Труда.
В 1980 году было присвоено звание «Почётный радист СССР», а в 1981 году — «Заслуженный рационализатор РСФСР».

## Награды
- Герой Социалистического Труда — указом Президиума Верховного Совета СССР от 26 апреля 1971 года
- Орден Ленина (1971)